# Thomas Beatie
Thomas Beatie, född 1974, är en amerikansk transman. Han blev uppmärksammad internationellt våren 2008 när det stod klart att han blivit gravid. 
Den 3 april 2008 lät han sig intervjuas av den amerikanska programledaren Oprah Winfrey om sin graviditet. Några månader senare, den 29 juni 2008, födde Beatie sitt första barn, en dotter som fick heta Susan Juliette Beatie. Han valde att föda barn när det stod klart att hans fru Nancy var infertil.  
Barbara Walters tillkännagav Beaties andra graviditet i TV-programmet The View. Beatie födde därefter en pojke, Austin Alexander Beatie, den 9 juni 2009. Beaties tredje barn, en pojke som heter Jensen James Beatie, föddes den 25 juli 2010. 2011 hade Thomas Beatie därmed fött totalt tre barn. 
Under Stockholm Pride 2011 höll Thomas Beatie det traditionella invigningstalet i Kungsträdgården. I sitt tal uttryckte han bland annat kritik mot de svenska lagar som då krävde att en person steriliserar sig innan de får genomgå en könskorrigering; 2012 fattades ett svenskt lagbeslut att inte längre kräva detta.